# Sumire Uesaka
Sumire Uesaka (上坂 すみれ?, Uesaka Sumire; Kamakura, 19 dicembre 1991) è una doppiatrice, attrice e cantante giapponese, affiliata alla Space Craft Entertainment e vincitrice del premio come migliore attrice debuttante al decimo Seiyu Awards. Ha fatto il suo debutto come cantante nell'aprile del 2013 con King Records. In patria è soprannominata "Sumipe" (すみぺ?, Sumipe).

## Biografia

### Primi anni
Nata a Kamakura, nella prefettura di Kanagawa, Uesaka ha studiato presso l'istituto femminile di Kamakura dalle elementari al liceo, venendo successivamente notata dal Dipartimento di Talenti Junior della Space Craft Entertainment, a nove anni, mentre tornava a casa dopo aver sostenuto il Practical English Proficiency Test, fu la prima giapponese a comparire in uno spot di Vidal Sassoon. Nel settembre 2009 Uesaka è diventata un'annunciatrice regolare nel programma radiofonico Web Radio @ Dengeki-Bunko. È entrata alla Facoltà di studi stranieri presso la Sophia University nell'aprile 2010 e, per anni ha bilanciato lavoro e studi, unendosi ufficialmente alla Space Craft Entertainment nel 2011.
Il 27 marzo 2014 si è ufficialmente laureata in lingua russa, ricevendo anche un premio accademico di eccellenza della Sophia University grazie ai suoi ottimi voti.

### Carriera
Dall'ottobre 2011, Uesaka diviene una personalità radiofonica nel programma web A&G NEXT GENERATION Lady Go!!. Uesaka ha ottenuto il suo primo ruolo da doppiatrice nella serie anime Papa no iukoto o kikinasai!, nel gennaio 2012.
Nel dicembre 2012, ha partecipato allo stand giapponese alla 23ª mostra internazionale del libro di Doha, in Qatar. Questa è stata la prima attività di diplomazia culturale per Uesaka.

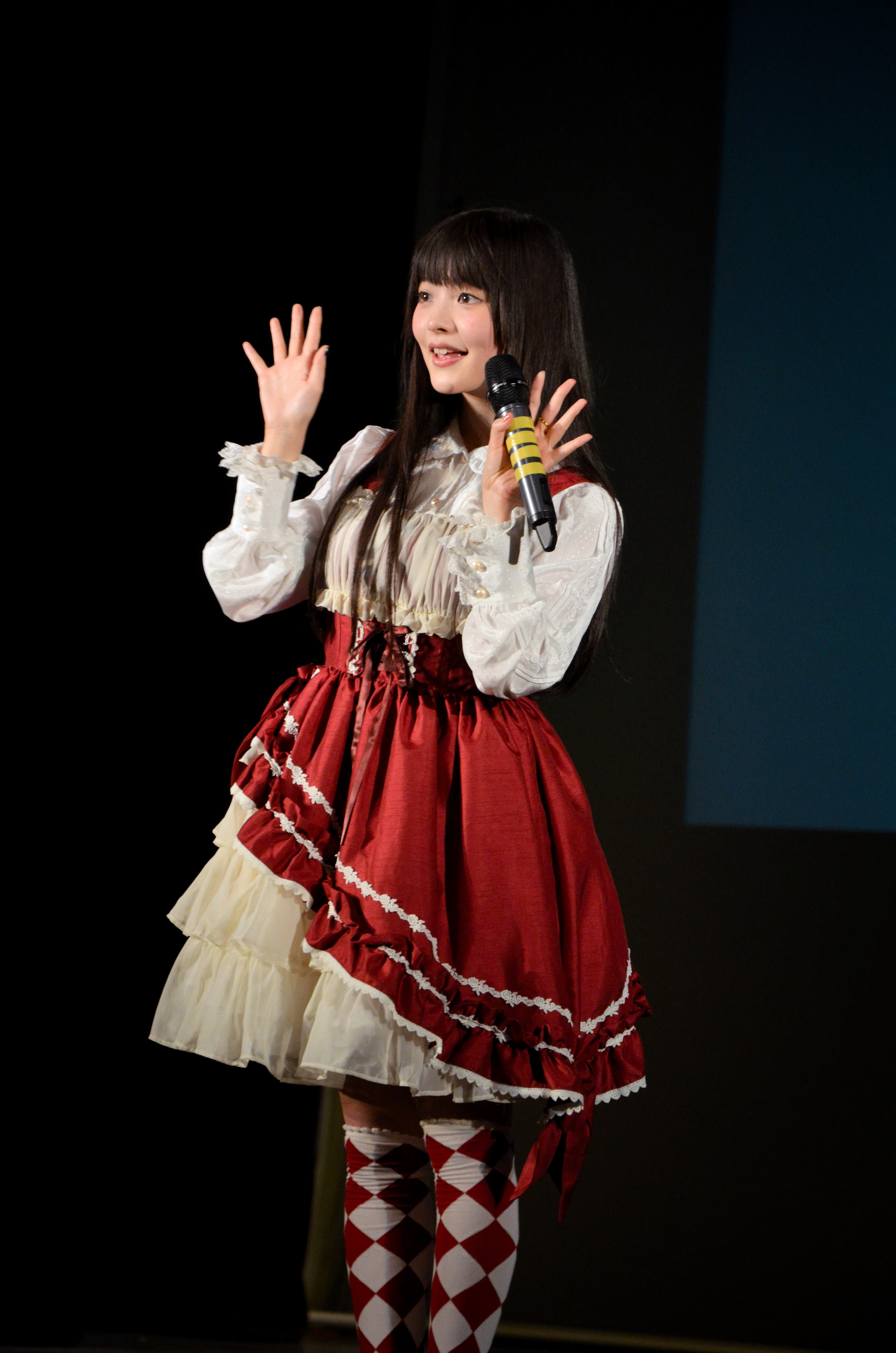
Sumire Uesaka all'Anicon Festival il 4 luglio 2015.

Dal 2013 suona per Starchild sotto l'etichetta "Uesaka Sumire Project". L'11 febbraio 2013 (il Giorno della fondazione nazionale giapponese), la "Revolutionary Broadway Alliance" è stata annunciata alla presentazione del progetto a Niconico. La sua attività di cantante l'ha portata ad esibirsi perfino in Russia, dando un concerto al festival giapponese di cultura pop di Mosca J-Fest. Nel febbraio 2015, presso la galleria "pixiv Zingaro" di Nakano Broadway, si è tenuta una mostra di dipinti fatti dalla doppiatrice come hobby, la "Sumitomo Uesaka Illustration Original Painting Exhibition".
Nel marzo 2016, ha vinto il premio come migliore attrice debuttante alla decima edizione Seiyu Awards, mentre il 30 novembre 2017, le è stato assegnato il BLOG LINE OF THE YEAR 2017 Excellence Award, nonostante i numerosi casi di molestie sessuali ai suoi danni sul suo profilo Twitter, l'avessero portata a disabilitarlo temporaneamente nel 2016.
Nel 2019 dà la voce a Angela Carpenter, terza protagonista della serie animata di Shin'ichirō Watanabe Carole & Tuesday.
Il 2 luglio 2020 Uesaka ottiene la parte di Hayase Nagatoro, la protagonista di Ijiranaide, Nagatoro-san.

## Vita privata
Uesaka è notoriamente una russofila, con una grande passione per la cultura russa e per l'ex-Unione Sovietica. Sostiene che il suo amore per la Russia sia sbocciato dopo che ascoltò l'Inno dell'Unione Sovietica durante il suo primo anno di liceo, e ha sempre trovato profondamente poetico che il suo anno di nascita fosse lo stesso della dissoluzione dell'Unione Sovietica. Spesso nel suo blog o su Twitter usa parole russe o caratteri cirillici.
Ha un gatto singapura maschio di nome "Votoms", in omaggio al suo anime preferito Sōkō kihei Votoms, mentre in casa dei suoi genitori ha avuto per anni un papillon femmina di nome "Ringo" (letteralmente: りんご, mela) nato il 23 giugno 2001 e morto il 23 novembre 2015.
Ha l'hobby della pittura.

## Doppiaggio

### Anime

#### Serie televisive
2012
- Girls und Panzer (Nonna, Piyotan)[21]
- Kokoro Connect (Kaoru Setouchi)
- Papa no iukoto o kikinasai! (Sora Takanashi)[22]
- Chūnibyō demo koi ga shitai! (Sanae Dekomori)[23]
- Sengoku Collection (Annihilate Princess Mogami Yoshiaki)

2013
- Fantasista Doll (Manai Hatsuki)
- Genshiken (Rika Yoshitake)
- GJ-bu (Tamaki Kannazuki)
- Namiuchigiwa no Muromi-san (Sumida-san)
- Outbreak Company (Elvia Hanaiman)

2014
- Cross Ange (Momoka Oginome)
- Gonna be the Twin-Tail!! (Sōji Mitsuka/Tail Red)
- Hozuki's Coolheadedness (Peach Maki)
- Inugami-san to Nekoyama-san (Yachiyo Inugami)[24]
- Lord Marksman and Vanadis (Titta)
- Nobunagun (Gariko)
- Seitokai yakuindomo (Vice-presidente Mori)
- Z/X (Reia Sento)

2015
- Concrete Revolutio (Kikko Hoshino)[25]
- Dog Days (Sharu)
- Kantai Collection (Fubuki, Soryu, Hiryu)
- Lovely Muco (Rena-chan)
- Overlord (Shalltear Bloodfallen)
- Plastic Memories (Eru Miru)
- Transformers: Convoy no nazo (Arcee)
- Shimoneta (Oboro Tsukimigusa)
- Show by Rock!! (ChuChu)
- Tesagure! Bukatsumono Spin-off Purupurun Sharumu to Asobou (Okonogi Tomomi)
- THE iDOLM@STER Cinderella Girls (Anastasia)

2016
- Ange Vierge (Ageha Sanagi)
- Concrete Revolutio: The Last Song (Kikko Hoshino)
- KanColle: The Movie (Fubuki, Soryu, Hiryu)
- Luck & Logic (Athena)
- Myriad Colors Phantom World (Mai Kawakami)
- RS Project -Rebirth Storage- (Yuzuru Midō)
- Show by Rock!! Short!! (ChuChu)
- Show by Rock!!# (ChuChu)
- Kono bijutsu-bu ni wa mondai ga aru! (Colette)
- Tsukiuta. The Animation (Tsubaki Tendouin)
- Mahō shōjo Lyrical Nanoha ViVid (Yumina Enclave)

2017
- Aho-Girl (presidente della commissione disciplinare)
- Battle Girl High School (Yuri Himukai)
- Beyblade Burst God (Ataru Okinaka)
- Chaos;Child (Serika Onoe)
- Chō Shōnen Tantei-dan NEO (Mayumi Hanazaki)
- Hand Shakers (Chizuru)
- The Idolmaster Cinderella Girls Theater (Anastasia)
- In Another World with My Smartphone (Leen)
- Inuyashiki - L'ultimo eroe (Mari Inuyashiki)
- Restaurant to Another World (Aletta)
- Urahara (Mari Shirako)

2018
- BanG Dream! Girls Band Party! ☆ Pico (Chisato Shirasagi)[26][27]
- Juliet in collegio (Anne Sieber)
- Himote House (Minamo Arai)
- Killing Bites - Morsi Assassini (Ui Inaba)
- Pop Team Epic (Pipimi)
- Music Girls (Kiri Mukae)
- Overlord (Shalltear Bloodfallen)
- Ken il guerriero: Le origini del mito - Regenesis (Erika Arendt)
- Xuan Yuan Sword Luminary (Empress Long Cheng)

2019
- Azur Lane (HMS Warspite, HMS Queen Elizabeth (00), USS Saratoga (CV-3), IJN Akashi, SN Kirov [1936])
- BanG Dream! 2nd Season (Chisato Shirasagi)
- Carole & Tuesday (Angela Carpenter)[16]
- Grimms Notes The Animation (Curly)
- Isekai Quartet (Shalltear Bloodfallen)
- O Maidens in Your Savage Season (Rika Sonezaki)
- Senryū shōjo (Tao Hanakai)
- Star Twinkle Pretty Cure (Yuni/Cure Cosmo)
- Nande koko ni sensei ga!? (Kana Kojima)

2020
- Asteroid in Love (Mari Morino)
- BanG Dream! 3rd Season and BanG Dream! Girls Band Party! ☆ Pico (Chisato Shirasagi)[26]
- Hatena Illusion (Kokomi Kikyōin)
- In/Spectre (Karin Nanase)
- Lapis Re:Lights (Camilla)
- Rail Romanesque (Suzushiro)
- Shachibato! President, It's Time for Battle! (Valmi)
- Seton Academy: Join the Pack! (Anne Anetani)

2021
- Non tormentarmi, Nagatoro! (Hayase Nagatoro)

2022
- Lamù (Lamù)
- Shine On! Bakumatsu Bad Boys! (Akira/Soji Okita)

2023
- The 100 Girlfriends Who Really, Really, Really, Really, Really Love You (Hanazono Hahari)
- KamiKatsu (Sirlille)[28]

2024
- Shaman King Flowers (Alumi Numbirch/Anna the Itako III)
- Kinnikuman Perfect Origin Arc (Alexandria Meat)
- Alya Sometimes Hides Her Feelings in Russian (Alya)[29]
- Grendizer U (Sayaka Yumi)

2025
- Virgin Punk (Vespa)
- Please Put Them On, Takamine-san (Erie Evergreen)[30]

#### Film d'animazione
- Chūnibyō demo koi ga shitai! (2013) - Sanae Dekomori
- Eiga Chūnibyō demo Koi ga Shitai! Take On Me (2018) - Sanae Dekomori
- BanG Dream! Film Live (2019) - Chisato Shirasagi
- Eiga Star Twinkle Pretty Cure - Hoshi no uta ni omoi wo komete (2019) - Yuni/Cure Cosmo
- Eiga Pretty Cure Miracle Leap - Minna to no fushigi na 1-nichi (2020) - Yuni/Cure Cosmo
- Goblin Slayer: Goblin's Crown (2020) - Noble Fencer

#### Videogiochi
- Papa no iukoto o kikinasai! (2012) - Sora Takanashi
- Corpse Party Anthology: Sachiko's Game of Love Hysteric Birthday 2U (2012) - Ran Kobayashi
- Kokoro Connect Yochi Random (2012) - Kaoru Setouchi
- The Idolmaster Cinderella Girls (2012) - Anastasia
- Kantai Collection (2013) - Sōryū, Hiryū, Fubuki
- Phantom Breaker: Extra (2013) - Sophia Karganova
- Hyperdevotion Noire: Goddess Black Heart (2014) - Lid
- Danganronpa Another Episode: Ultra Despair Girls (2014) - Jataro Kemuri
- Atelier Shallie: Alchemists of the Dusk Sea (2014) - Shallotte Elminus
- League of Legends (2015) - Jinx
- Xenoblade Chronicles X (2015) - Avatar
- Battle Girl High School (2015) - Yuri Himukai
- Street Fighter V (2016) - Falke
- Girls' Frontline (2016) - Mosin-Nagant, Makarov, PPSh-41, AS Val e PPS-43
- Genkai Tokki: Seven Pirates (2016) - Waffle
- LEGO Dimensions (2015) - Bubbles
- Granblue Fantasy (2016) - Hallessena
- Star Ocean: Anamnesis (2016) - Ivlish
- Onigiri Online (2013) - Oda Nobunaga
- Counter-Strike Online 2 (2016) - Yuri e Lisa
- Alternative Girls (2016) - Tsumugi Hiiragi
- BanG Dream! Girls Band Party (2016) - Chisato Shirasagi
- Metal Waltz (2016) - Zoe Sherman
- Seven Pirates (2016) - Waffle
- Akiba's Beat (2016) - Kotomi Sanada
- Azur Lane (2017) - HMS Warspite, USS Saratoga, IJN Akashi, KMS Deutschland, HMS Queen Elizabeth, SN Kirov
- Dragon Quest Rivals (2017) - Principessa di Moonbrooke
- Million Arthur: Arcana Blood (2017) - Iai Arthur, Arcana Blood Corrupted Iai Arthur
- Another Eden (2017) - Suzette
- Food Fantasy (2018) - Osechi
- Master of Eternity (2018) - Emily
- Fitness Boxing (2018) - Martina
- Dead or Alive 6 (2019) - NiCO
- Samurai Shodown (videogioco 2019) (2019) - Hibiki Takane
- Sakura Wars (2019) - Houan Yui
- Sangokushi Heroes (2019) - Sun Shangxiang
- Yakuza: Like a Dragon (2020) - Saeko Mukouda
- Sdorica (2020) - PAFF
- Cytus 2 (2020) - PAFF
- Crash fever (2020) - Dilong Caishen
- Final Fantasy VII Remake (2020) - Kyrie Canaan
- NEO: The World Ends with You (2021) - Kanon Tachibana
- Monster Hunter Rise: Sunbreak (2022) - Luchika
- Azure Striker Gunvolt 3 (2022) - Prado
- The DioField Chronicle (2022) - Umarida Bareas
- Goddess of Victory: Nikke (2022) - Exia, Drake
- Samurai Maiden (2022) - Hagane
- Mahjong Soul (2023) - Ransei
- Like a Dragon: Infinite Wealth (2024) - Saeko Mukouda
- Final Fantasy VII Rebirth (2024) - Kyrie Canaan
- Eiyuden Chronicle: Hundred Heroes (2024) - Marisa, Pooby
- Card-en-Ciel (2024) - Prado
- Fantasy Life i: La ragazza che ruba il tempo (2025) - Magmia, Sophie
- Dragon Quest I & II HD-2D Remake (2025) - Principessa di Moonbrooke

## Discografia

### Album
- 2014 - Kakumei Teki Broadway Shugisha Doumei (革命的ブロードウェイ主義者同盟)[31][32]
- 2016 - 20 Seiki no Gyakushuu (20世紀の逆襲)[33]
- 2018 - No Future Vacances (ノーフューチャーバカンス)[34]
- 2020 - Neo Propaganda[35]

### Singoli
- 2013 - Nanatsu no Umi Yori Kimi no Umi (七つの海よりキミの海)
- 2013 - Genshi, Joshi wa, Taiyou Datta. (げんし、じょしは、たいようだった。)
- 2014 - Parallax View (パララックス・ビュー)
- 2014 - Kitare! Akatsuki no Doushi (来たれ! 暁の同志)
- 2014 - Enma Daiou ni Kiite Goran (閻魔大王に訊いてごらん)
- 2015 - Inner Urge
- 2016 - Koisuru Zukei (cubic futurismo) (恋する図形)
- 2017 - Odore! Kyuukyoku Tetsugaku (踊れ！きゅーきょく哲学)
- 2017 - Kanojo no Gensou (彼女の幻想)
- 2018 - POP TEAM EPIC
- 2019 - Bon♡Kyu♡Bon wa Kare no Mono♡ (ボン♡キュッ♡ボンは彼のモノ♡)